# Reformierte Kirche Regensdorf

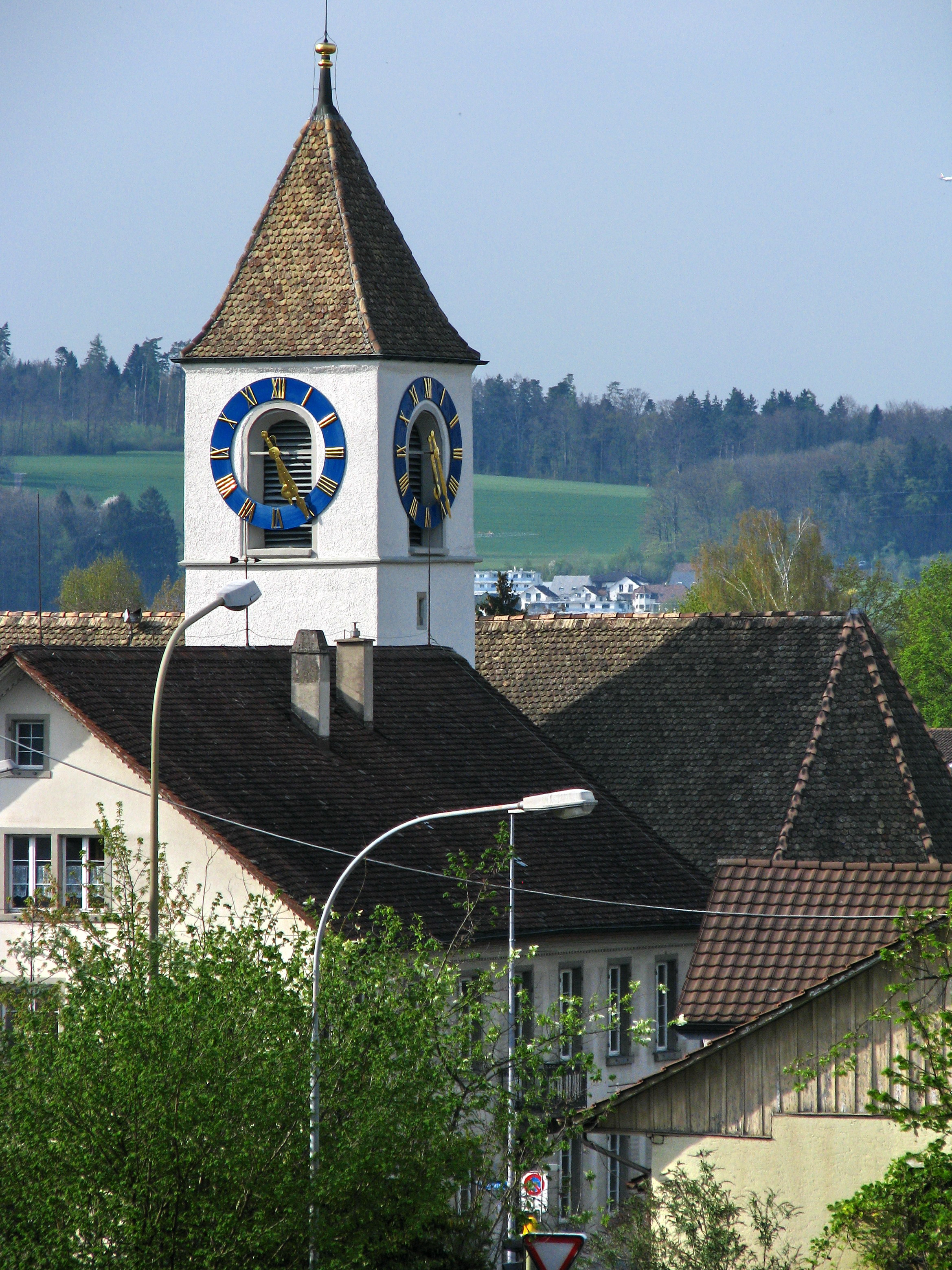
Reformierte Kirche Regensdorf

Die Reformierte Kirche Regensdorf (Kanton Zürich, Schweiz) gilt als Wahrzeichen des Orts. Das Gebäude stammt aus den Jahren 1704/05 und ist ein Kulturgut von regionaler Bedeutung.

## Geschichte

### Entstehung
Erstmals erwähnt wird die Kirche von Regensdorf im Dokument eines Streitfalls aus dem Jahr 1280. Die Gründungszeit der Kirche dürfte ins 12. Jahrhundert fallen, in die Zeit der Romanik. In nur 220 Meter Entfernung liegt eine weitere Kirche aus dieser Zeit, die «Obere Kirche Regensdorf». Damals, im 11. und 12. Jahrhundert, führten zwei Grundherren das Gebiet von Regensdorf, was die Bildung zweier Ortsteile – «Niederregensdorf» und «Oberregensdorf» – zur Folge hatte mit zwei voneinander unabhängigen Kirchgemeinden. «Niederregensdorf» war ein Lehen des Klosters St. Gallen und dieses hatte die Kirche in «Niederregensdorf» der Filialkirche von Höngg unterstellt. Den Freiherren von Regensberg, welche die Region rund um Regensdorf verwalteten, gehörte die Kirche in «Oberregensdorf».
Beim Dokument aus dem Jahr 1280 handelt es von einem Streit um die Kirche von «Niederregensdorf», der sich zwischen dem Geistlichen Rudolf von Glarus, Kirchherr zu Höngg, und Konrad von Ehrendingen entfachte. Der Bischof von Konstanz, Rudolf II. von Habsburg, kam als Richter zum Einsatz und entschied, dass die Kirche in «Niederregensdorf» der Filialkirche von Höngg unterstellt bleibt.
Im Jahr 1359 wurde die Kollatur – das Recht eine geistige Stelle zu besetzen und Pfründe zu verleihen – an das Kloster Wettingen verkauft, das dieses Recht bis 1837 behielt, jedoch dem Zürcher Rat erlaubte, die Priester jeweils selber zu wählen.
Die Kirche in «Niederregensdorf» blieb bis zur Reformation der Filialkirche von Höngg unterstellt, weshalb die Regensdorfer für die Taufe ihrer Kinder nach Höngg reisen mussten. Der Weg dahin war wegen den schlechten Strassen äusserst mühsam, weshalb die Regensdorfer sich immer wieder zur Wehr setzten, jedoch ohne Erfolg.
In der Mitte des 15. Jahrhunderts muss die romanische durch eine neue gotische Kirche ersetzt worden sein. Darauf weist ein Fund aus dem Jahr 1926 hin, wo während Restaurationsarbeiten ein Sakramenthäuschen gefunden wurde, das Teil einer gotischen Kirche gewesen sein musste, deren Patrone die Heilige Maria und der Heilige Niklaus waren.

### Reformation
Im Zuge der Reformation wurden im Jahr 1529 die beiden kirchlich voneinander getrennten Gemeinden «Niederregensdorf» und «Oberregensdorf» miteinander vereint und zur neu gebildeten reformierten Pfarrei Regensdorf erhoben. Fortan fanden die Taufen in der Kirche von «Niederregensdorf» statt, die zur Hauptkirche der Gemeinde bestimmt wurde, in der man alles Katholische beseitigt und die Wände mit weisser Farbe übertüncht hatte. Erster Pfarrer der vereinigten Kirchgemeinde Regensdorf war Hans Schweniger, der zusammen mit Zwingli in der Zweiten Schlacht bei Kappel fiel.

### 1559: Vergrösserung der Kirche

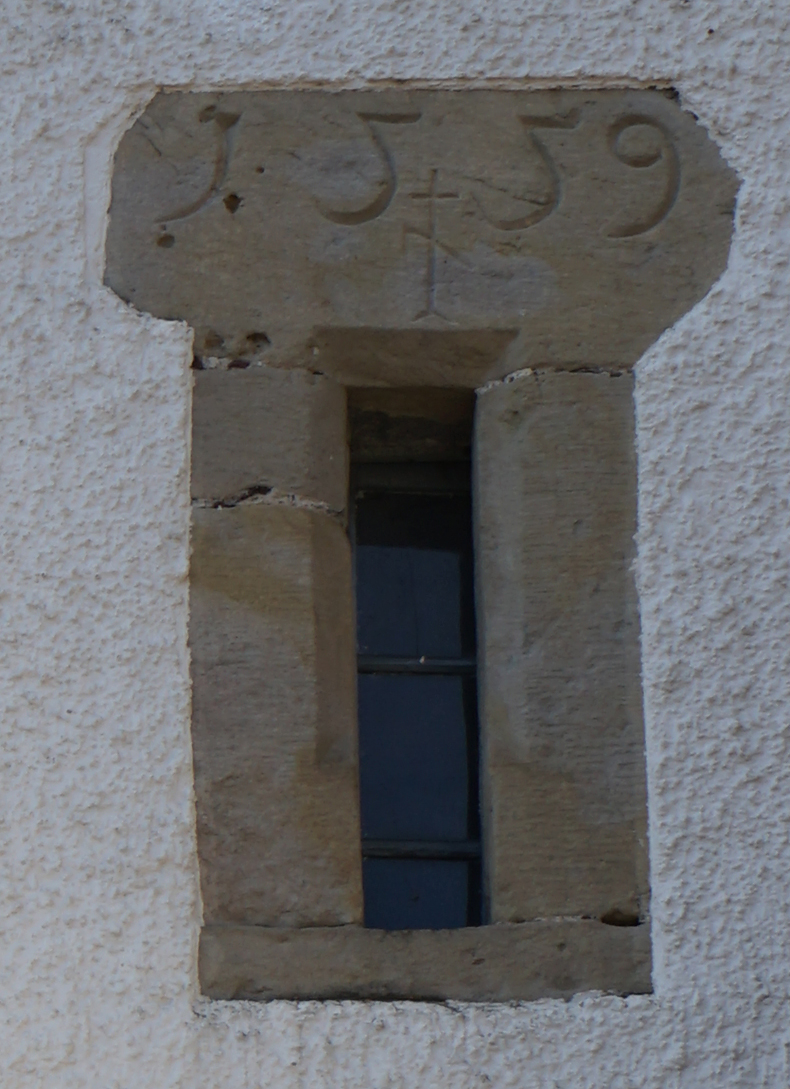
Steinmetzzeichen über Schlitzfenster des Kirchturms der reformierten Kirche Regensdorf

Wegen Platzmangel musste die Kirche erweitert werden. Anhand eines erhaltenen Grundrisses aus dem Jahr 1682 kann eine Vergrösserung der Kirche mehr oder weniger rekonstruiert werden: Der Turm wurde im Kern übernommen, verstärkt und erhöht, das Schiff verlängert, die Nordwand etwas verschoben, der Chor abgerissen und in der neuen polygonalen Form wieder aufgebaut. Das Gebäude wurde zu einer Kirche im spätgotischen Stil.
Ein Steinmetzzeichen über einem Schlitzfenster des Kirchturms zeigt die Jahreszahl 1559 und verweist auf den Zürcher Stein- und Stadtwerkmeister Jakob Nöggi, der einer der angesehensten Baumeister im Raum Schweiz und Süddeutschland gewesen war.
Zudem wurden im Turm zwei gotische Glocken aus der Zeit vor der Reformation übernommen. Die kleinere der Glocken trug die Inschrift: „Maria Gotteszell halb in diner Hut was disi Glog überschell“ (Maria, die du Gott getragen hast, nimm in deine Obhut alles, was im Bereich des Tons dieser Glocke liegt). Wohl wurde an der Glocke die katholische Inschrift deshalb nicht entfernt, da diese nur wenigen zugänglich war.

### 1704 und 1705: Neubau der Kirche

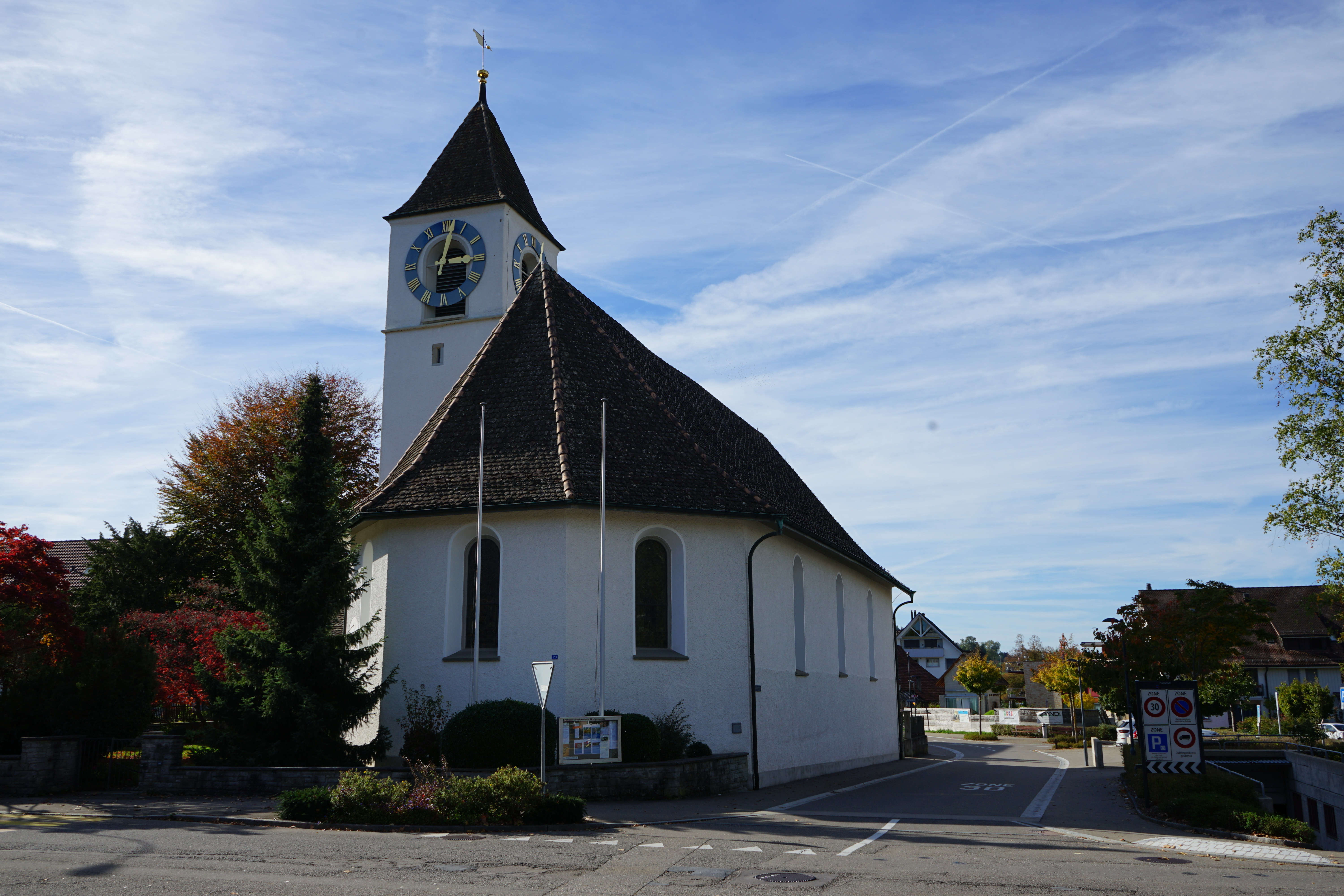
Reformierte Kirche Regensdorf

Die Pläne für einen Neubau der Kirche wurden bereits im Jahr 1682 gezeichnet, von denen zu entnehmen ist, dass die neue Kirche denselben Grundriss aufweist wie ihre Vorgängerin, jedoch grösser ausfällt. Für die neue Kirche hat man den Turm übernommen, der aber laut Bauplan nicht mehr auf der Südseite, sondern auf der Nordseite zum Stehen kam. Während den Bauarbeiten mussten weiterhin Gottesdienste abgehalten werden, weshalb das neue Kirchengebäude auf dem Friedhofareal der alten Kirche entstand und nachdem der Neubau fertiggestellt war, der Altbau abgerissen wurde. Ein solches Vorgehen praktizierte man auch bei anderen Kirchenbauten.
Für den Bau der Kirche bewilligte der Rat von Zürich den Regensdorfern das Verwenden der Steine von der ruinös gewordenen Burg Alt-Regensberg. Die Stadt Zürich stiftete die Ziegel, doch für alles andere musste die arme Gemeinde aufkommen, was für die Regensdorfer zu einer finanzielle Belastung wurde. Im Jahr 1704 mussten die Regensdorfer all ihre Liegenschaften zum Pfand setzen und man verzichtete auf eine luxuriöse Ausstattung der Kirche.

### 1915: Neue Glocken für die Kirche

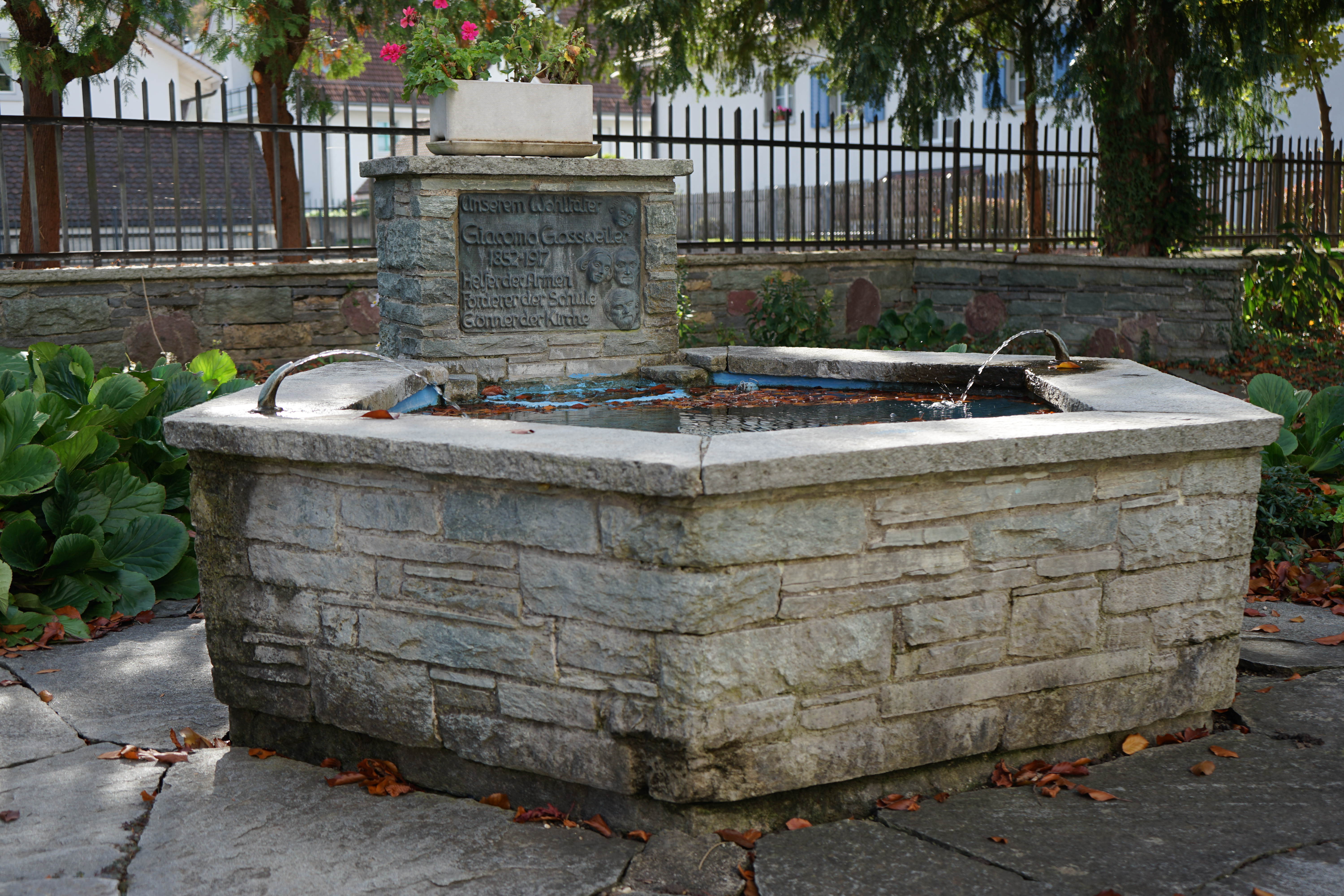
Gedenkbrunnen für Glockenstifter Giacomo Gossweiler, reformierte Kirche Regensdorf

Zu Beginn des 20. Jahrhunderts besass die reformierte Kirche in Regensdorf drei Glocken, von denen die beiden grösseren aus dem Jahr 1817 und von der Glockengiesserei Wilhelm Füssli in Zürich stammen. Die kleinere Glocke kam aus der Zeit vor der Reformation. Da die Glocken stark ausgeschlagen waren und zusammen kein klares Tonsystem mehr bildeten, stiftete der Auslandregensdorfer, Giacomo Gossweiler, der Gemeinde Regensdorf neue Glocken für die Kirche. Der Stifter kam in Piemont als Nagelfabrikat zu Wohlstand. Zu seinen Ehren wurde später, 1952, hinter der Kirche der «Grossweiler-Brunnen» errichtet.
Die Glockengiesserei Rüetschi in Aarau bekam den Auftrag vier neue Glocken zu giessen und erhielt hierfür als Teil der Zahlung die drei alten Glocken zum Einschmelzen. Auf einem Foto des Tags der Glockenweihe vom 12. September 1915 ist die Inschrift der kleinen Glocke zu erkennen: Die gotischen Minuskeln können ins frühe 15. Jahrhundert (ca. 1425) datiert werden. Ob die Glockengiesserei Rüetschi in Aarau diese alte Glocke wirklich eingeschmolzen oder weiterverkauft hatte, ist nicht bekannt.
Beim Aufzug der grossen Glocke am Tag der Glockenweihe riss das Seil, so dass die Glocke zu Boden stürzte und beinahe einen Jungen erschlagen hätte.

## Besonderheiten

### Relief über dem Eingang der Kirche

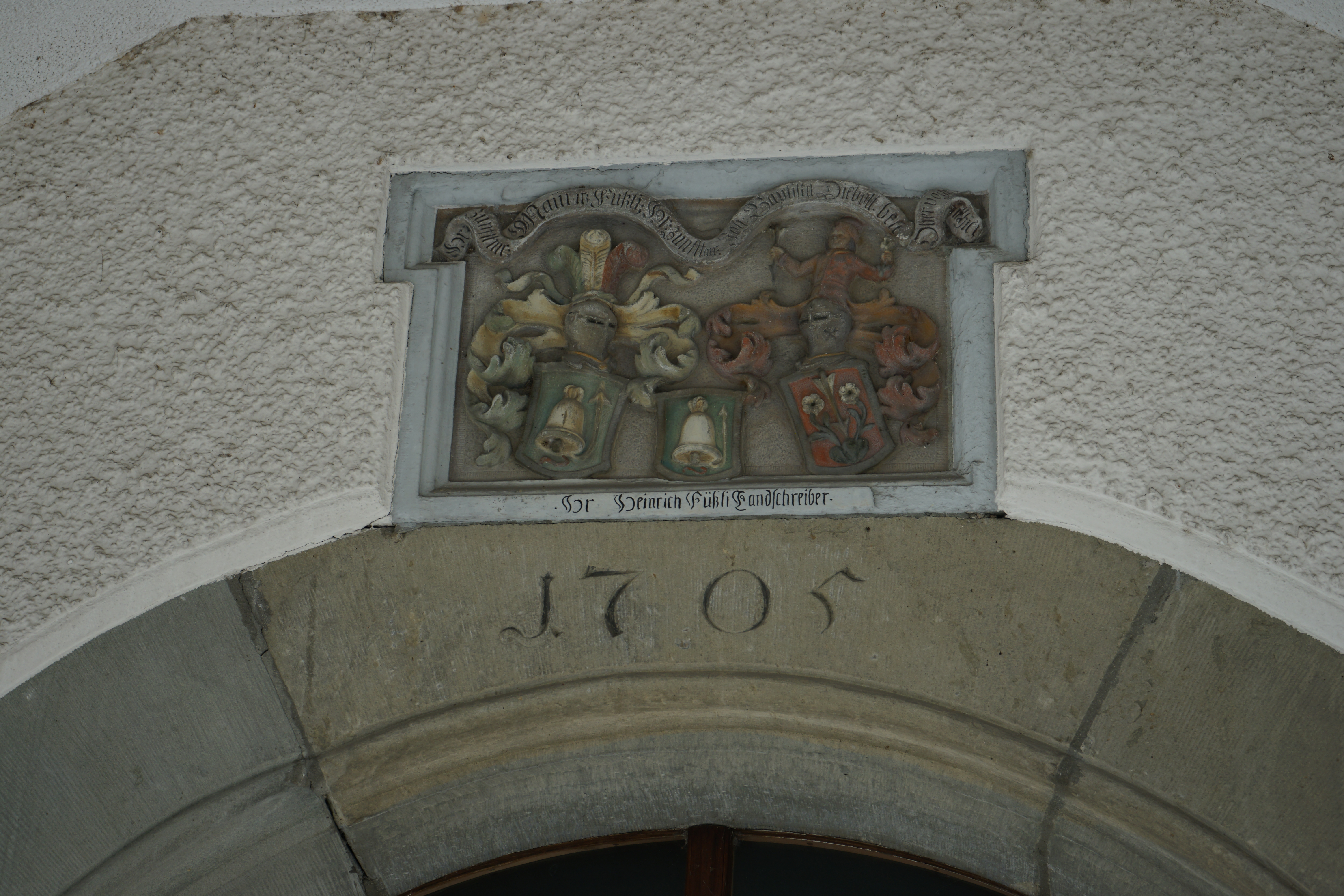
Steinrelief über dem Eingang der reformierten Kirche Regensdorf

Über dem Haupteingang ist ein Wappenrelief aus dem Einweihungsjahr der neu gebauten Kirche (1705) angebracht. Die drei Wappen sind Zeugen von den damaligen Herrschaftsverhältnissen Zürichs, wovon Regensdorf eine Vogtei war. Zu jener Zeit amtierten zwei Obervögte, die sich halbjährlich abwechselten und ein Landschreiber. Auf dem Relief zu sehen sind die Wappen von Moritz Füssli, amtierender Obervogt, Johann Baptist Diebold, stillstehender Obervogt und Heinrich Füssli, Landschreiber.

### Glasfenster in der Kirche
Im Jahr 1875 wurden der Kirche drei Glasfenster von Heinrich Landolt in Starenberg bei Benken SG gestiftet zu Ehren dessen Frau Carolina Meier. Sie stammte aus Regensdorf und verunglückte in Nizza. Das mittlere Fenster zeigt Jesus, der auf den Betrachter zuschreitet. Seitlich von ihm, auf den Fenstern rechts und links, sind die beiden Apostel Paulus und Johannes abgebildet. Die Glasfenster gelten heute als die wertvollsten neogotischen Scheiben des Kantons Zürich und wären im Jahr 1982 beinahe entfernt worden.

### Sakramenthäuschen

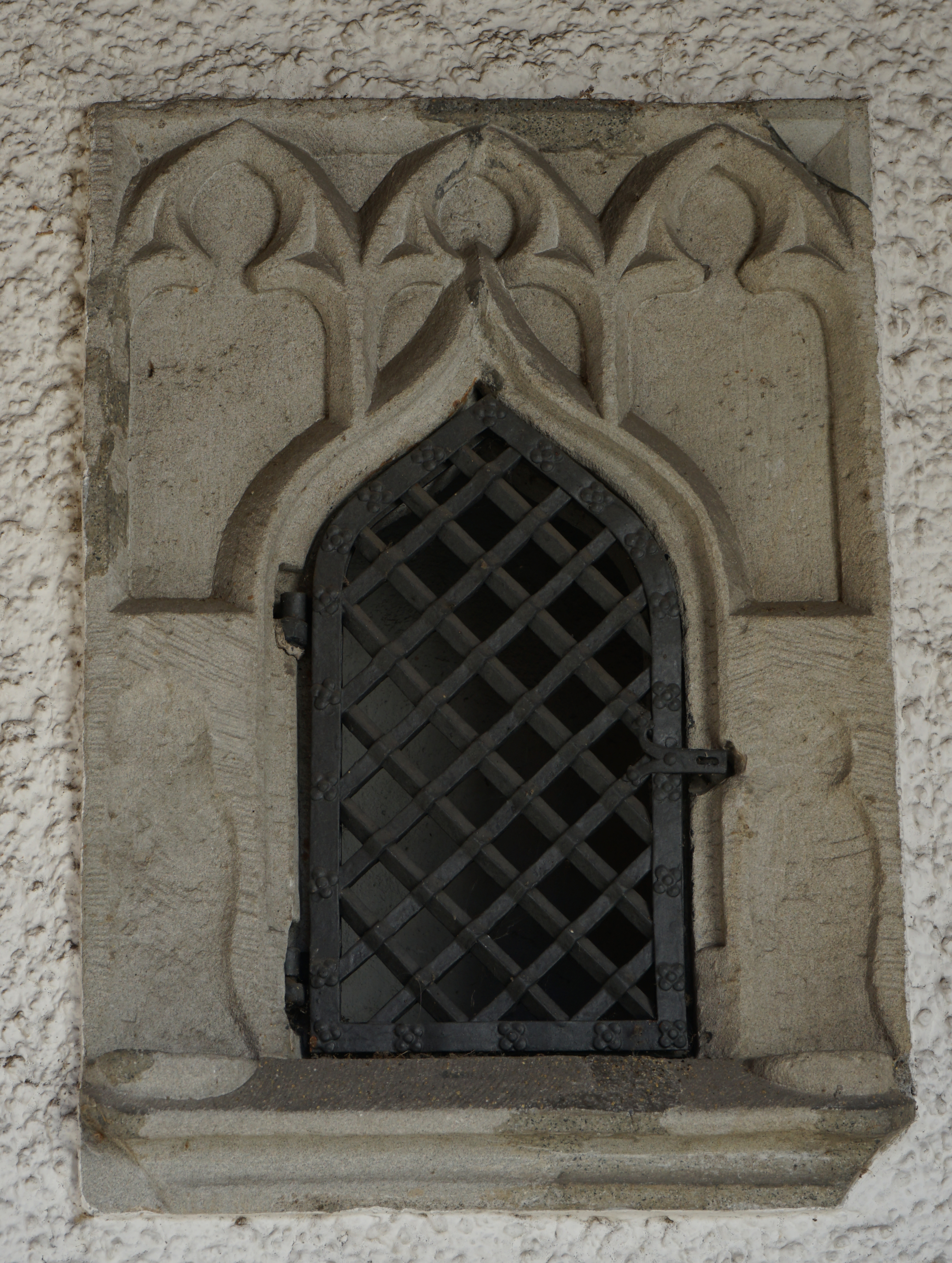
Sakramenthäuschen aus spätgotischer Zeit, reformierte Kirche Regensdorf

Ein spätgotisches Sakramenthäuschen ist heute an der Aussenwand des Turms unter der südlichen Vorhalle zu bewundern. Es handelt von einem katholischen Element, das aus der Zeit vor der Reformation stammt und die Aufgabe hatte, das Ziborium mit der geweihten Hostie aufzunehmen. Bei den Restaurationsarbeiten im Jahr 1926 wurde das Sakramenthäuschen unter Holzladen verdeckt und eingemauert in die Westwand des Turms, gefunden.